# جائزة بريمن للأدب
جائزة بريمن للأدب هي جائزة أدبية تُمنح سنويًا في ألمانيا، وتُخصص لأعمال نثرية مكتوبة باللغة الألمانية. تُشرف على منح الجائزة مؤسسة رودولف ألكسندر شرودر، وتنقسم إلى جائزتين: الجائزة الرئيسية بقيمة 25,000 يورو. وجائزة إضافية مخصصة للكتاب الشباب أو الأعمال الأولى، وتبلغ قيمتها 6,000 يورو.

## النشأة والتطور
تعود فكرة الجائزة إلى ديسمبر 1952، عندما اقترحت هيئة الفنون والعلوم في بريمن على مجلس الشيوخ إنشاء جائزة ثقافية. وفي 26 يناير 1953، وبمناسبة مرور 75 عامًا على ميلاد الشاعر والمترجم والمهندس المعماري رودولف ألكسندر شرودر (1878–1962)، تم إقرار الجائزة رسميًا. ونص ميثاق التأسيس على منحها لعمل واحد مكتوب بالألمانية نُشر خلال نفس العام، وهو ما لا يزال معتمدًا حتى اليوم(2025).
في أبريل 1961، أُنشئت مؤسسة تحمل اسم شرودر لتتولى إدارة الجائزة. وفي عام 1977، أُضيفت جائزة تشجيعية للأدباء الشباب، بتمويل أولي قدره 5000 مارك ألماني، وتُموّل منذ عام 2005 من طرف شركة التأمين العام في بريمن (ÖVB).

## التنظيم
تجتمع لجنة التحكيم في شهر نوفمبر من كل عام لاختيار الفائزين، وتُسلّم الجائزة في احتفال رسمي يُقام في 26 يناير في قاعة مجلس مدينة بريمن، بالتزامن مع ذكرى ميلاد رودولف ألكسندر شرودر.